# アンドリー・グリフコ
アンドリー・グリフコ（ウクライナ語: Андрій Гривко、ラテン文字翻字例:Andriy Hryvko 又は Grivko、1983年8月7日 - ）は、ウクライナ、シンフェロポリ出身の自転車競技（ロードレース）選手。

## 来歴
2003年
- ジロ・インテルナツィオナーレ・デル・ヴァルダルノ 優勝

2004年
- ジロ・デッレ・レジョーネ 総合優勝
- ジロ・デッラ・トスカーナ U23部門 総合優勝

2005年、ドミーナ・ヴァカンツェ（後のチーム・ミルラム）と契約。
- ウクライナ選手権・個人タイムトライアル(ITT) 優勝
- フィレンツェ〜ピストイア 2位

2006年
- ウクライナ選手権・ITT 優勝
- グラン・プレミオ＝ミゲル・インドゥライン 3位
- クリテリウム・アンテルナシオナル 総合3位

2008年
- ウクライナ選手権・ITT 優勝
- 世界選手権・個人ロードレース 5位
- フィレンツェ〜ピストイア 優勝

2009年、ISD・ネーリに移籍
- ツール・ド・サンルイス 総合4位
- ウクライナ選手権・ITT 優勝

2010年、アスタナへ移籍。
- デ・パンネ3日間 総合2位
- 世界選手権・ITT 16位

2011年
- ツアー・オブ・北京 総合8位

2012年
- ツール・ド・ベルギー 総合5位
- ウクライナ選手権
  - ITT 優勝
  - 個人ロードレース 優勝
- ロンドン五輪・個人ロード 17位
- 世界選手権・ITT 11位

2013年
- ウクライナ選手権・ITT 2位
- エネコ・ツアー 総合3位
- 世界選手権・個人ロードレース 5位

2014年
- エネコ・ツアー 総合3位

2016年
- ツール・メディテラネアン　総合優勝

2018年
- ウクライナ選手権　優勝（個人タイムトライアル）